# Kid A (canción)
«Kid A» es una canción del álbum homónimo del grupo de rock alternativo, Radiohead.

## Discusión y significado
Esta canción es una de las más debatidas en lo que respecta a su significado e interpretación.
Algunas personas creen que se trataría del primer clon humano, otras creen que trata sobre la infancia de Yorke, incluso, otras creen que se trata sobre el abuso de drogas. Su significado a día de hoy es, sin embargo, completamente desconocido.